# José Leitão de Barros
José Júlio Marques Leitão de Barros GOC • ComSE (Lisboa, Santa Isabel, 22 d'octubre de 1896 — Lisboa, São Mamede, 29 de juny de 1967) va ser un professor, cineasta, periodista, dramaturg i pintor portuguès, distingit pel sentit estètic de les seves obres i per anticipar, sense bases teòriques, tot un moviment cinematogràfic que es dedicava a la pràctica de l'antropologia visual. És autor de la primera documentació portuguesa i de la segona etnoficció mundial de la història del cinema (Maria do Mar, 1930), influïda per Moana (1926), després de la de Robert Flaherty.

## Biografia
Fill de Joaquim José de Barros, militar, primer tinent de l'Armada, de Porto, i de Júlia Amélia Marques Leitão, de Lisboa. El seu germà Carlos Joaquim Marques Leitão de Barros també fou tinent, cavaller i oficial de l'Orde Militar d'Avis i Oficial de l'Orde del Mèrit, i la seva germana Teresa Emília Marques Leitão de Barros fou dama de l'Orde Militar de Santiago de l'Espasa.
Va assistir a la Facultat de Ciències i a la Facultat de Lletres de la Universitat de Lisboa. Després d'estudiar a l'Escola Normal Superior de Lisboa, va ser professor de secundària (dibuix, matemàtiques). També va fer un curs d'arquitectura a l'Escola de Belles Arts. Va exposar diverses obres de pintura a museus portuguesos, a Espanya, al Museu d'Art Contemporani de Madrid i al Brasil.
Es va casar a Oeiras el 17 d'agost de 1923, amb Helena Roque Gameiro, amb la que va tenir dos fills, José Manuel i Maria Helena.
Dramaturg, les seves peces van sortir a escena a Lisboa, al Teatro Nacional i altres sales. Escenògraf, fou el responsable del muntatge de moltes peces. Periodista, va dirigir la revista Notícias Ilustrado (1928-1935) i va col·laborar, per exemple, als diaris O Século, A Capital, i ABC, a la revista Contemporânea (1915-1926). Va fundar i dirigir O Domingo Ilustrado (1925-1927), i Século Ilustrado. El seu nom apareix a la llista de col·laboradors de la revista de cinema Movimento (1933-1934) i també al Boletim do Sindicato Nacional dos Jornalistas (1941-1945). Va ser el principal animador de la construcció dels estudis de la Tobis Portuguesa, finalitzats el 1933 juntament amb la que posteriorment va realitzar, el 1966, la pel·lícula A Ponte Salazar sobre o Rio Tejo em Portugal.
Celebrat per la seva carrera cinematogràfica, Leitão de Barros també va deixar empremtes duradores en el periodisme portuguès. El 1938 va ser el protagonista d'una llarga entrevista amb la reina Amèlia d'Orleans a París, publicada a les pàgines d' "O Século" e "O Século Ilustrado". L'obra es va utilitzar com a eina de propaganda per acostar la reina vídua a l'Estat Novo i el monarca va aprofitar l'oportunitat per presumir d'algunes de les obres del salazarisme. Anys abans, el 1932, quan encara treballava a "Notícias Ilustrado", Leitão de Barros va encapçalar un altre cas famós, cobrint l'afirmació infantil que un doble d'António Oliveira Salazar estava representat als Panells de Sant Vicent de Lisboa. La informació fou relatada amb entusiasme pel suplement Diário de Notícias, que va donar al dictador una aura providencial. A partir de 1934 va organitzar diverses processons històriques i marxes populars de les Festas da Cidade, activitat que va mantenir regularment durant la dècada següent. Va ser secretari general de l'Exposició del Món Portuguès i responsable de l'organització de la "Feira Popular" a Lisboa (1943). Va ser director de la Sociedade Nacional de Belas-Artes.
També es va interessar pel cinema: Malmequer i Mal de Espanha (1918) van ser les seves primeres pel·lícules. En elles destaquen dues tendències: l'evocació històrica dels temes i la crònica anecdòtica. Va assimilar, sota la influència de Rino Lupo, el concepte de cinema pictòric, desenvolupat per Louis Feuillade, el de Film Esthétique, i després algunes de les idees formals del cinema soviètic teoritzades per Serguei Eisenstein.
Com el documental Nazaré (1927), reprenent un tema ja explorat pel francès Roger Lion el 1923, va enregistrar aspectes de dura bellesa plàstica i aguda observació humana, com a la pel·lícula Lisboa, Crónica Anedótica de uma Capital (1930),en què va barrejar actors coneguts amb gent del carrer, anticipant així les tendències modernes. El mateix any, va rodar a Nazaré Maria do Mar. Després va filmar A Severa (1931), la primera pel·lícula sonora portuguesa. Ala-Arriba! (1942), escrita per Alfredo Cortês, mostrava els pescadors de Póvoa de Varzim amb una força dramàtica inusual. A la Mostra Internacional de Cinema de Venècia li va concedir un dels seus premis. A partir dels anys seixanta, seria un dels cineastes preferits del règim. També va publicar Elementos de História de Arte i Os Corvos ((cròniques publicades al diari Diário de Notícias).
El 4 de setembre de 1935 fou nomenat Comandant de l'Orde Militar de Santiago de l'Espasa i el 4 de març de 1941 fou nomenat Gran Oficial de l'Orde Militar de Crist. Va morir el 1967 d'un tumor retroperitoneal i fou sebollit al Cemitério dos Prazeres.

## Filmografia
- Mal de Espanha (1918)
- O Homem dos Olhos Tortos (1918) (inacabat)
- Malmequer (1918)
- Sidónio Pais - Proclamação do Presidente da República (1918) (desapareguda)
- Nazaré, Praia de Pescadores (1929) (falta la segona part)
- Festas da Curia (1927)
- Lisboa (1930)
- Maria do Mar (1930)
- A Severa (1931)
- As Pupilas do Senhor Reitor (1935)[11]
- Bocage (1936)
- Las Tres Gracias (1936)
- Maria Papoila (1937)
- Legião Portuguesa (1937)
- Mocidade Portuguesa (1937)
- Varanda dos Rouxinóis (1939)
- A Pesca do Atum (1939)
- Ala-Arriba! (1942)
- A Póvoa de Varzim (1942)
- Inês de Castro (1944)
- Camões (1946) realitzador[12]
- Vendaval Maravilhoso (1949) realitzador, coautor[13][14]
- Comemorações Henriquinas (1960)
- A Ponte da Arrábida Sobre o Rio Douro (1961)
- Escolas de Portugal (1962)
- A Ponte Salazar Sobre o Rio Tejo (1966)